# Leiobunum ephippiatum
Leiobunum ephippiatum is een hooiwagen uit de familie Sclerosomatidae.